# ایپولیت بایار
ایپولیت بایار (فرانسوی: Hippolyte Bayard‎؛ ۲۰ ژانویه ۱۸۰۱ – ۱۴ مه ۱۸۸۷) عکاس اهل فرانسه پیشگام در تاریخ عکاسی بود. او شیوهٔ خاص خودش را در چاپ عکس ابداع کرد که چاپ پوزیتیو مستقیم (direct positive printing) بود و با به‌نمایش‌گذاردن عکس‌هایش در سال ۱۸۳۹، نخستین کسی بود که نمایشگاه عمومی عکس برپا کرد. بایار خود را مبدع عکاسی می‌دانست و مدعی بود پیش از لوئی داگر در فرانسه و هنری فاکس تالبوت در انگلستان هنر عکاسی را اختراع کرده‌است.
بایار عکاسی تجربه‌گرا و آزمایشگر بود. او از تکنیک چاپ ترکیبی (combination printing) استقبال کرد و عکس‌هایش طیف گسترده‌ای از موضوعات را از گونه‌های گیاهی و صحنه‌های خیابانی گرفته تا مجسمه‌ها و پرتره‌ها و… دربرمی‌گرفت.

## نگارخانه

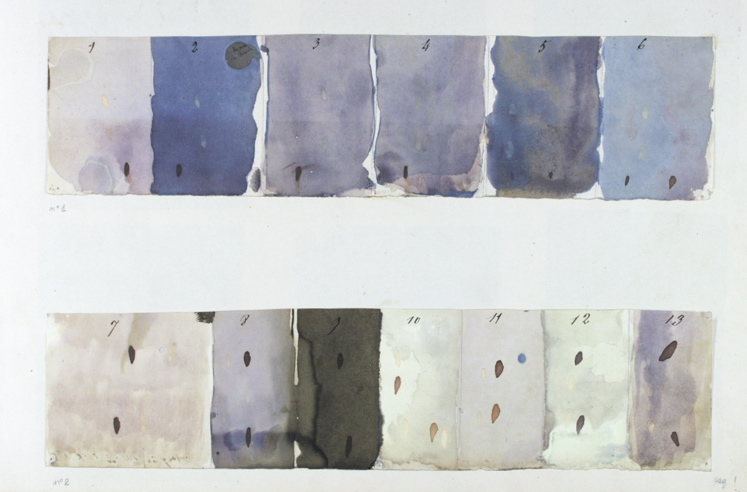
تست‌های حساسیت به نور (۱۸۳۹)
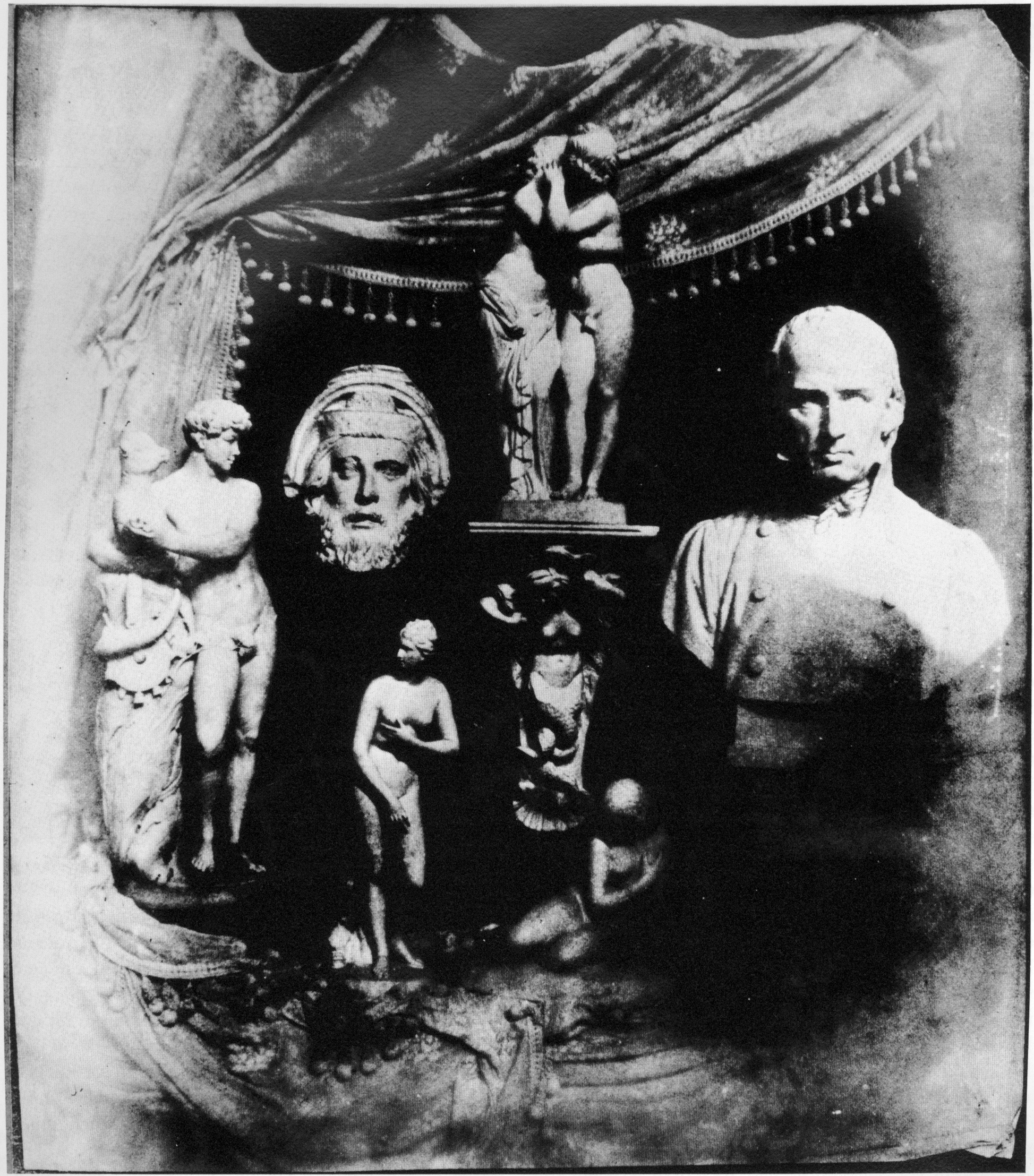
طبیعت بی‌جان با گچ‌گیری در حدود سال ۱۸۳۹
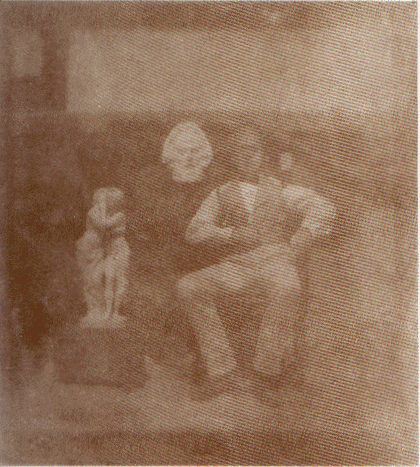
پرتره خودش (۱۸۳۹/۱۸۴۰)
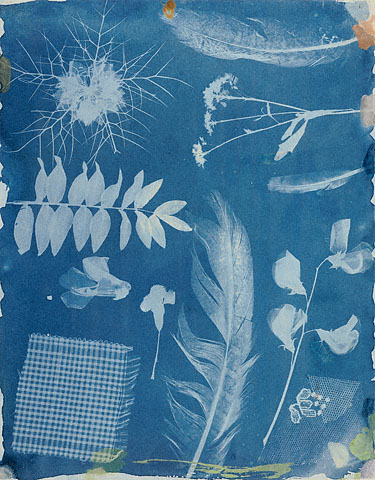
ترتیب نمونه‌ها، چاپ مستقیم مثبت (۱۸۴۲)
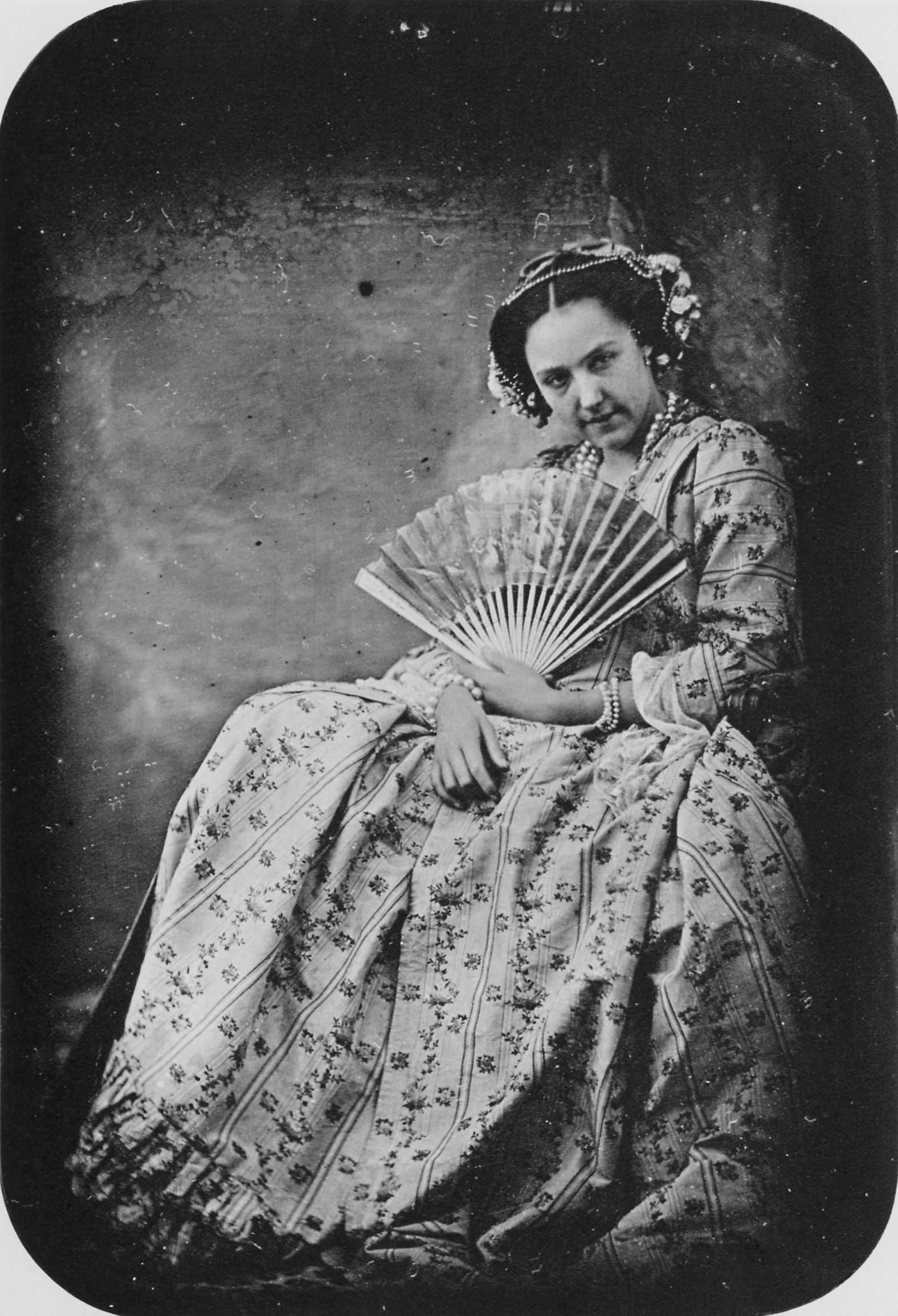
زن با باد‌بزن (۱۸۴۳)
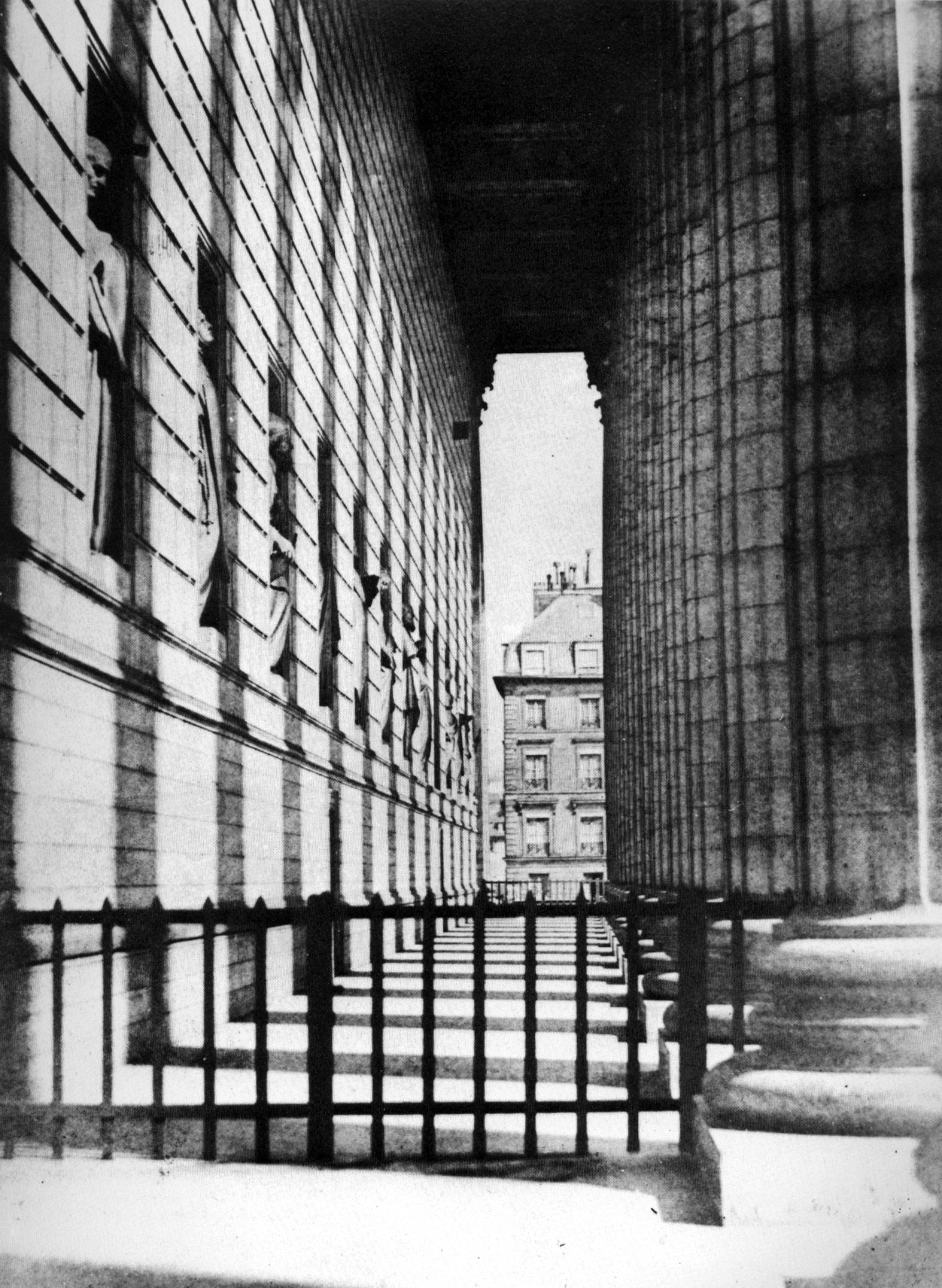
مادلین پاریس (حدود ۱۸۴۵)
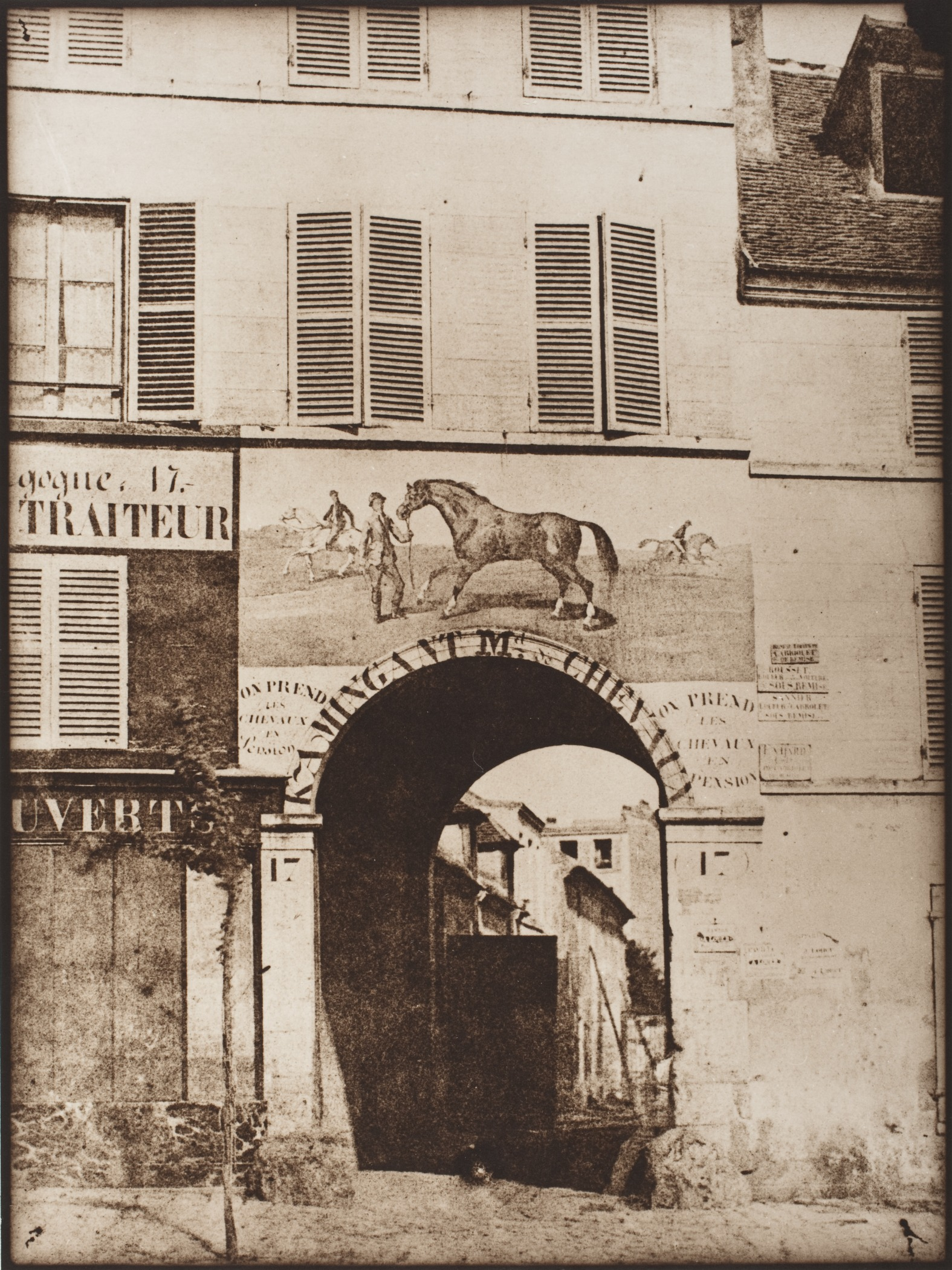
طاق و تصویر اسب (۱۸۴۷)
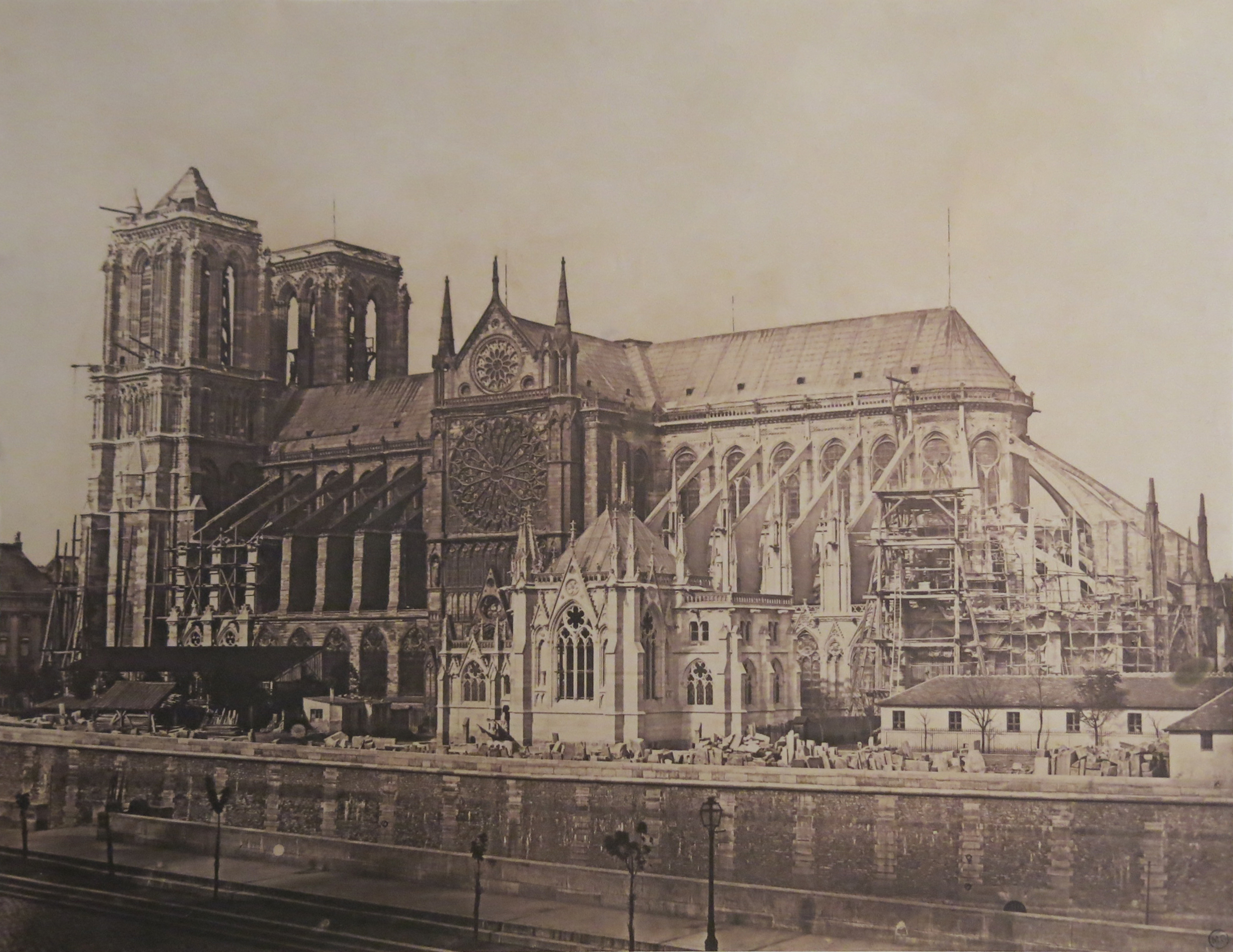
کلیسای نوتردام در پاریس (۱۸۵۰)
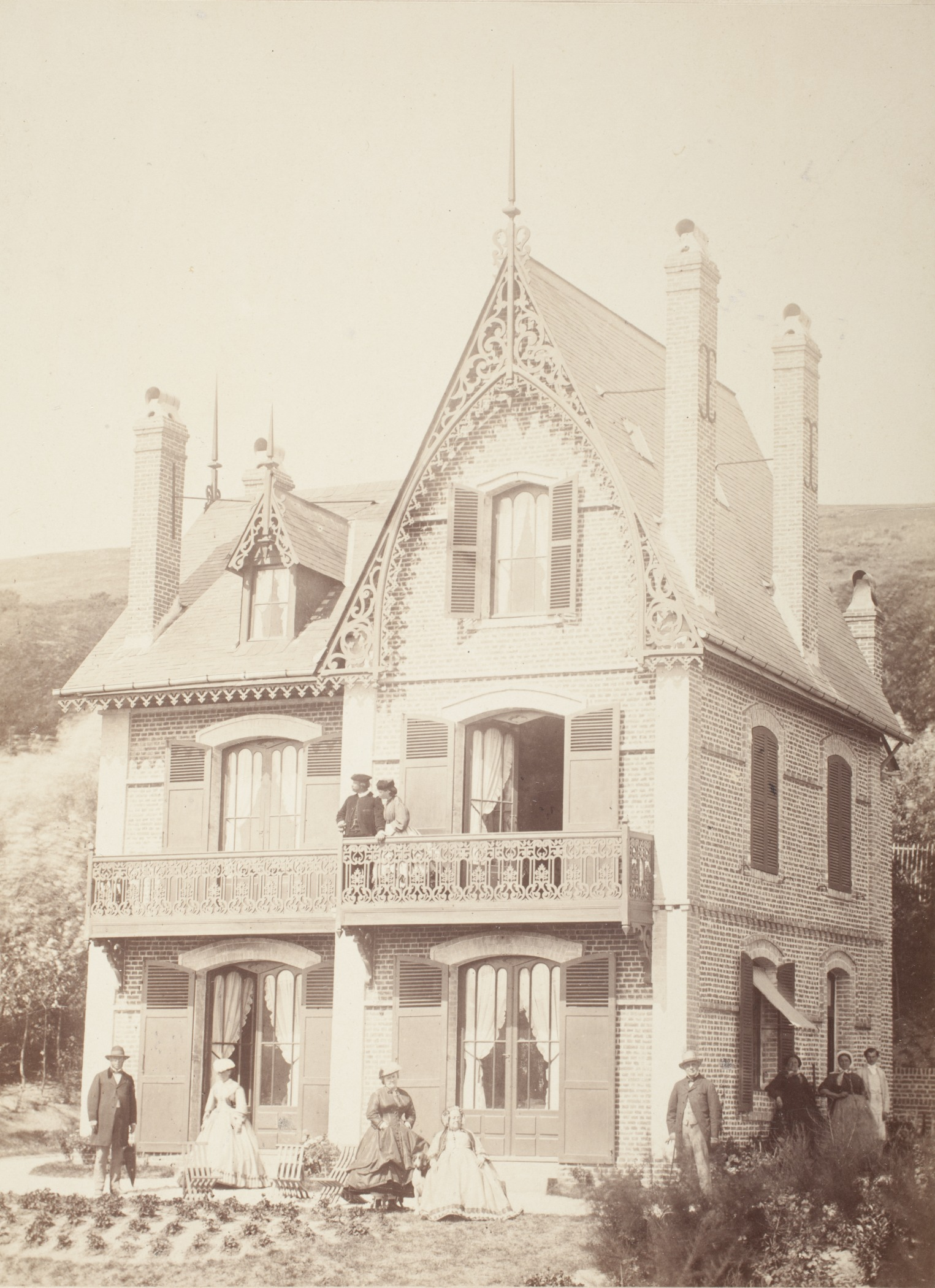
فرانسه، چاپ آلبومین (۱۸۵۸)
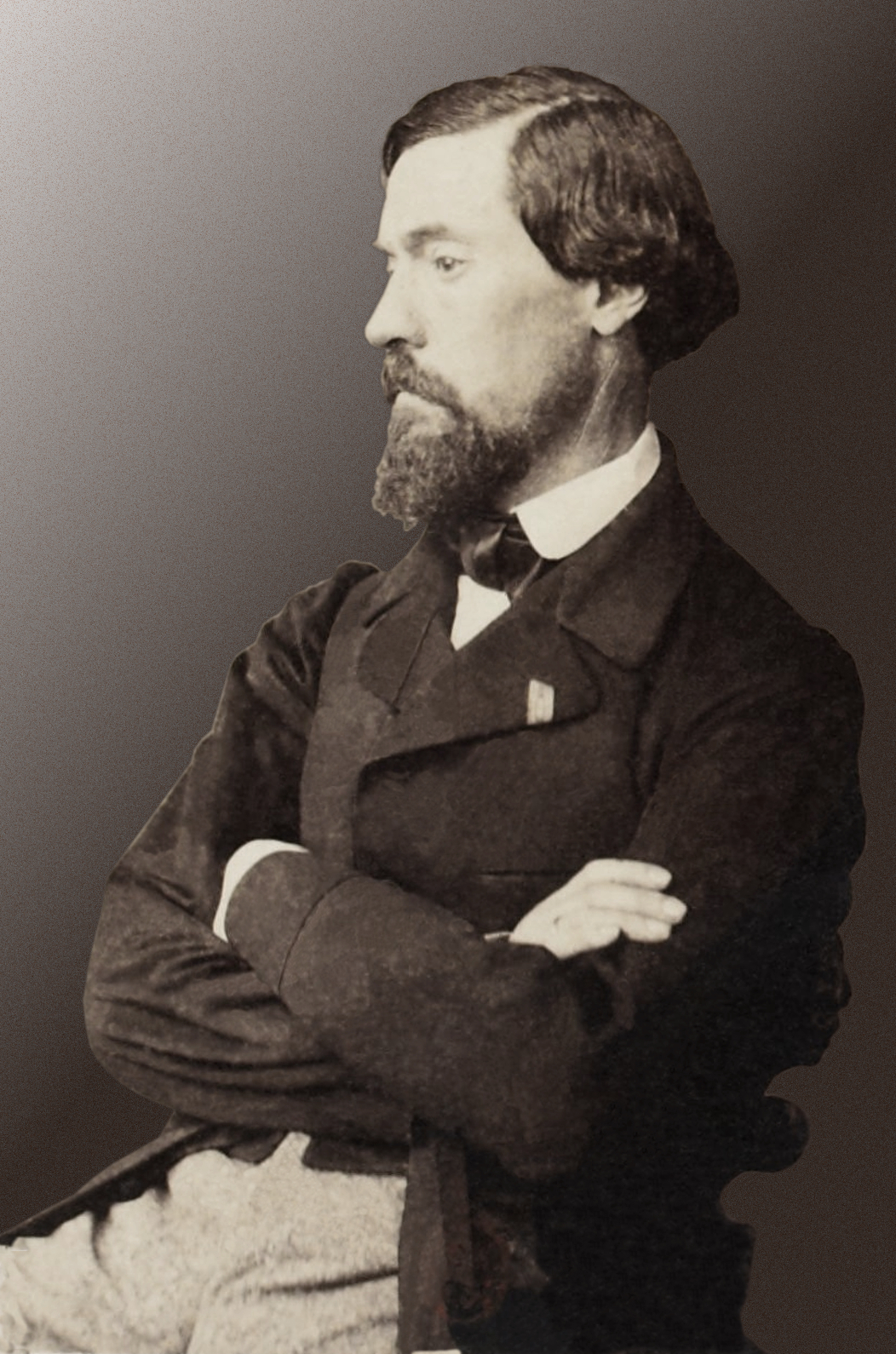
پیر میشل فرانسوا شوالیه
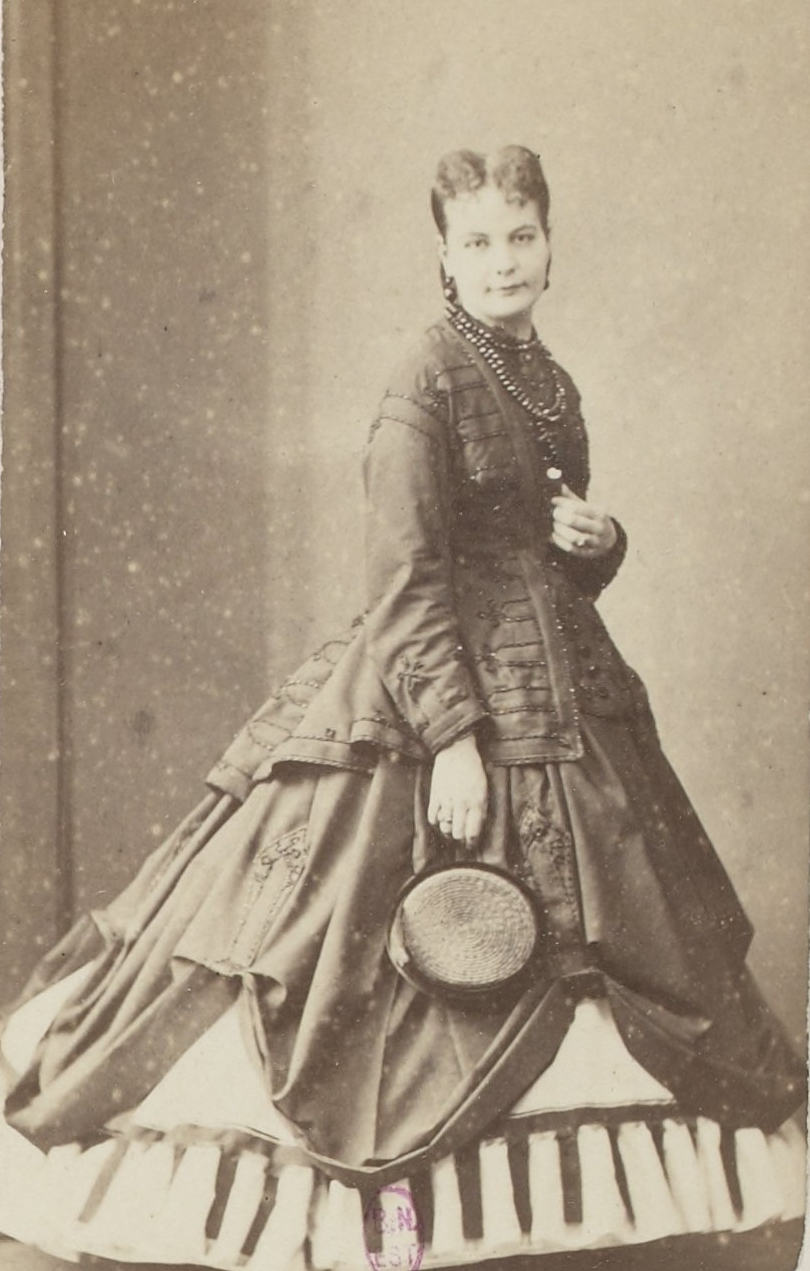
دوشس دارکور
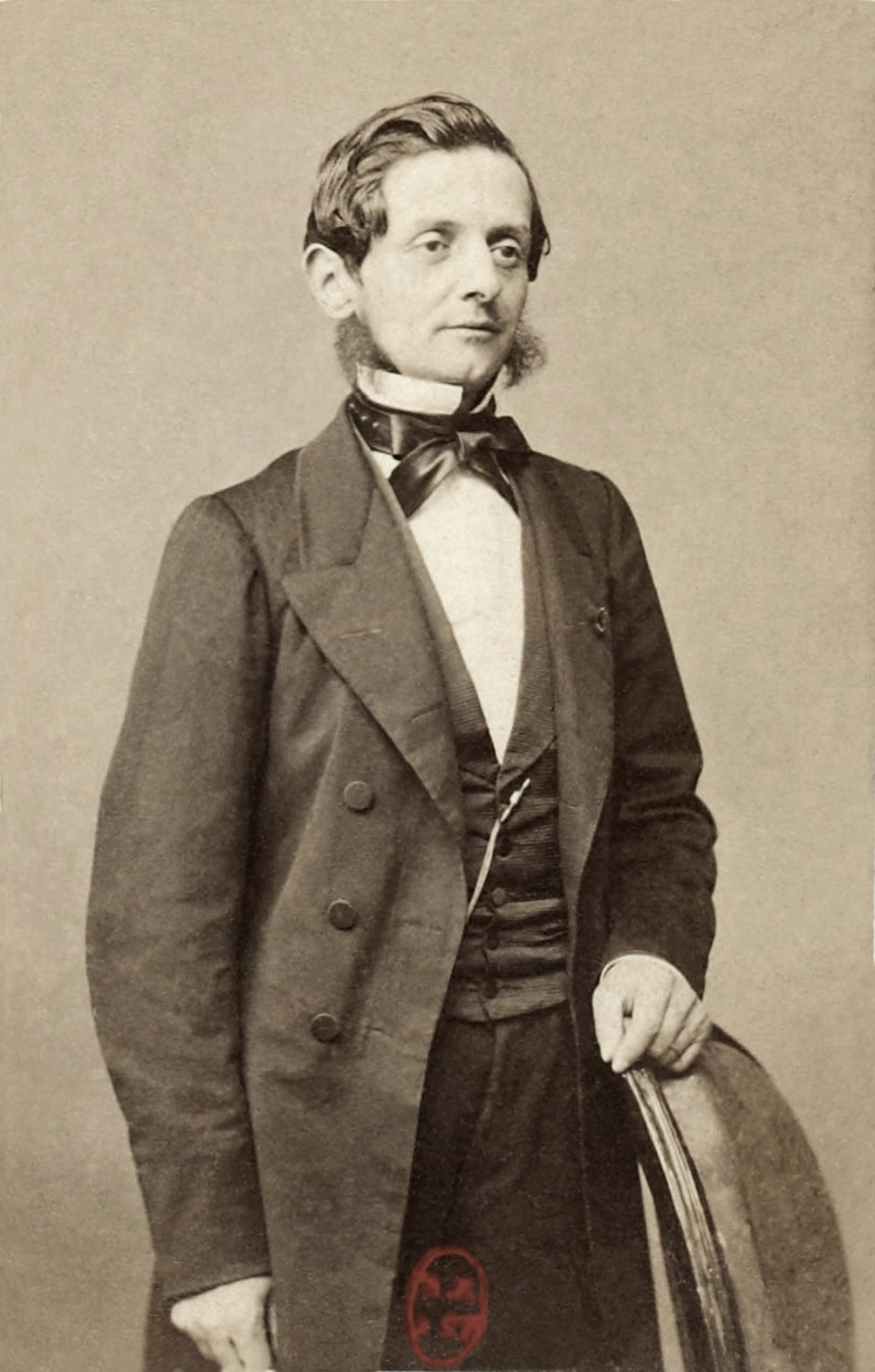
ارنست پینارد
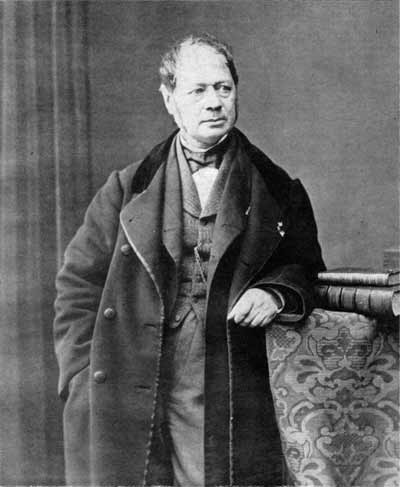
خود پرتره (۱۸۶۳)
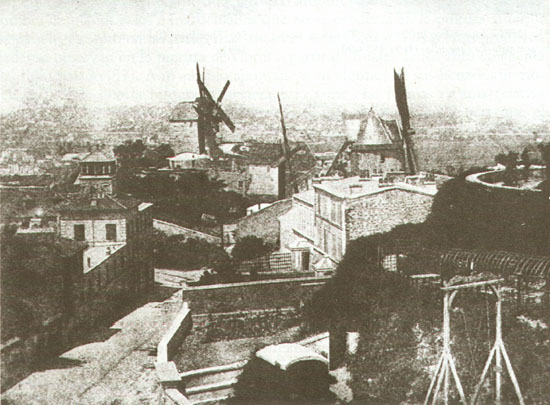
مونمارتر در حدود ۱۸۴۲